# Skydevåbensdrivmiddel
Skydevåbensdrivmidler er en specialiseret type drivmiddel, der bruges til at afgive et projektil gennem løbet af et skydevåben. Blandinger af forskellige kemiske stoffer bruges ofte til at kontrollere gasfrigivelseshastigheden eller forhindre nedbrydning af drivmidlet før brug. Skydevåben med kort løb, såsom håndvåben, kræver hurtigere brændende drivmidler for at opnå tilstrækkelig mundingsenergi, mens våben med lange løb typisk bruger langsommere brændende drivmidler. Trykforholdet mellem drivmiddelkemiske reaktioner og kuglerespons beskrives som intern ballistik .

## Krudt
Selvom alle skydevåbendrivmidler generelt kaldes pulver,  beskrev udtrykket krudt oprindeligt blandinger af kul og svovl med kaliumnitrat (også kendt som salpeter) som oxidationsmiddel. :133, 137 I det 20. århundrede blev disse tidlige drivmidler stort set erstattet af røgsvagt krudt af nitrocellulose eller tilsvarende nitrerede organiske forbindelser . :287-330 Krudt kan referere til begge slags, mens sortkrudt refererer specifikt til den tidligere og røgsvagt krudt til den senere.

### Sortkrudt
Den ældste skydevåbensdrivmiddel var sortkrudt, en laveksplosiv, lavet af en blanding af svovl, kul, og kaliumnitrat. Det blev opfundet i Kina i det 9. århundrede som en af de fire store opfindelser og bruges stadig lejlighedsvist som drivmiddel i gamle skydevåben.[kilde mangler] Sortkrudts tilgængelighed tilladte skydevåben som bruger eksplosive drivmidlers opfindelse omkring år 1300. En blanding af kul og kaliumnitrat vil reagere uden svovl, men svovl gør blandingen nemmere at antænde. Tidlige problemer med at finde ren kaliumnitrat skabte historisk variation i de relative mængder af de tre ingredienser.:28-40  Lignende drivmidler er blevet formuleret ved at blande svovl og kulholdige materialer med andre oxiderende kemikalier som for eksempel natriumnitrat, ammoniumnitrat og andre klorater, men de har ikke vist sig lige så tilfredstillende for brug i skydevåben.:137-138 

### Røgsvagt krudt
Moderne skydevåbendrivmidler har en tendens til at være røgsvagt krudt baseret på nitrocellulose eller tilsvarende nitrerede organiske forbindelser, først opfundet i slutningen af det 19. århundrede som en renere og bedre ydende erstatning for sortkrudt. Moderne røgsvagt krudt kan formales til små sfæriske kugler eller ekstruderes til cylindre eller strimler med mange tværsnitsformer ved hjælp af opløsningsmidler såsom ether, som kan skæres i korte eller lange stykker.:28  :41 

## Egenskaber
Et drivmiddels ydelsesegenskaber er meget påvirket af dets kornstørrelse og form, fordi det specifikke overfladeareal påvirker forbrændingshastigheden, hvilket igen påvirker trykhastigheden. Mens andre pulvere kan dannes ved at knuse eller pulverisere faste stoffer til meget små stykker,    fremstilles skydevåbendrivmidler typisk i korn med geometriske former for fysisk at kontrollere hastigheden af gasproduktion i overensstemmelse med Pioberts lov.  Drivmidler til haglgevær og pistoler kan være korte stykker, mens Improved Military Rifle drivmidler blev ekstruderet som korte cylindriske rør, og kugledrivmidler er små kugler.

## Mekanisme
Mange drivmidler bruger eksoterme reaktioner til at generere gasserne kulilte, nitrogen og damp, mens de hæver temperaturen for at øge trykket . :28 Drivmiddelreaktionen initieres af en primer . :52 Trykket stiger i starten, når drivmidlet omdannes til gas, men begynder at falde, når kuglen accelererer ned gennem løbet for at skabe et større volumen til den ekspanderende gas. Kraften skabt af trykforskellen mellem kammertrykket og det ydre tryk reduceres til at begynde med ved statisk friktion for at bevæge kuglen ud af patronhuset og ind i løbet, og så derefter ved glidningsfriktion når kuglen bevæger sig igennem løbet. Trykket i håndvåben topper typisk mellem et halvt og et millisekund efter tænding. pistoldrivmidler kan nå toptrykket, før kuglen forlader patronhylsteret, mens riffeldrivmidler kan flytte en kugle flere centimeter, før det når toptrykket. :125 Bevægelses- og adfærdsegenskaberne for projektiler, mens de er under påvirkning af de gasser, der produceres af drivmidlet, er kendt som intern ballistik. 
På grund af den relativt lille distance et låb kan tilbyde, er den forseglede accelerationstid meget begrænset og kun en lille del af den alt den energi som drivmidlet udvinder ved forbrænding vil blive overført til projektilen. Den resterende energi i drivmiddelsgasserne bliver spredt til omgivelserne i form af varme, vibration/deformation, lys (mundingsblinket), og mundingsblæstet (som er ansvarlig for den høje lyd og det meste af rekyllen som skytten mærker), eller som kinetisk energi overført til andre udskudte biprodukter (fx ubrændt krudt)[kilde mangler]

## Typer af drivmiddel
- Sortkrudt
- Røgsvagt
- Cordit
- Brunt prismatisk krudt (Sortkrudt presset til specifikke kornstørrelser)